# Перебивка
Перебивка — разновидность монтажного кадра в кинематографе и на телевидении, содержащая объекты или детали, которые отсутствуют в предшествующем и последующем кадрах, при монтаже непрерывно развивающейся сцены. Перебивка наряду с эллипсисом, вставкой, монтажными переходами (наплыв, затемнение, вытеснение) и другими приемами монтажа используется для сокращения естественного хода времени происходящего события. На телевидении часто используется для маскировки склеек прямой речи героев передачи, чтобы избежать скачка изображения.

## История
В истории кинематографа перебивка появляется сравнительно рано, по крайней мере в первой декаде XX века. Так, российский киновед М. Б. Ямпольский указывает, что перебивка встречается в короткометражной ленте Дэвида Гриффита «Много лет спустя».

## В теории монтажа
В истории и теории монтажа перебивка связывается с так называемым «классическим монтажом» (classical Hollywood continuity system), который обслуживает «повествовательный (изобразительный) кинематограф». С. М. Эйзенштейн, применив данный термин, стремился показать, что для фильмов этого типа принципиально создать «иллюзию реальности», убедить зрителя в достоверности происходящего на экране. Отсюда, «повествовательный (изобразительный) кинематограф» зависим от сюжета, композиции, сценария и т. д. и имеет структуру, близкую литературному произведению. Подавляющее большинство жанровых лент (мейнстрим) и известная часть независимого кинематографа относится к этому типу. В то же время альтернативная система — «диалектический (образный) монтаж», как правило, не связана с разработкой сюжета, раскрытием характера героя, созданием единого экранного пространства и времени и поэтому реже прибегает к перебивке. Таковы различные авангардные и экспериментальные направления в истории кинематографа, видеоарт и пр.